# 11. Dáil
Der 11. Dáil wurde am 23. Juni 1943 gewählt. Insgesamt 138 Abgeordnete (Teachtaí Dála) wurden in 42 Wahlkreisen mit dem Verfahren der übertragbaren Einzelstimmgebung (single transferable vote) bestimmt.

## Wahlausgang
siehe: Wahlen 1943

Sitzverteilung im 11. Dáil

Fianna Fáil und Fine Gael waren die stärksten Kräfte im Dáil. Die Fianna Fáil verpasste die absolute Mehrheit der Sitze, bildete aber dennoch eine Minderheitsregierung. 
Seit 1939 bestand eine Notstandsregelung (The Emergency). Diese Regelungen wirkten auch auf den 11. Dáil ein. 
Der Dáil Éireann kam erstmals am 1. Juli 1943 zur konstituierenden Sitzung zusammen. Als Vorsitzender des Dáils (Ceann Comhairle) wurde Frank Fahy (Fianna Fáil) einstimmig gewählt. Seine Vertretung (Leas-Cheann Comhairle) wurde Daniel McMenamin (Fine Gael).
Éamon de Valera wurde zum Taoiseach gewählt. Er bildete die Regierung De Valera VIII. Oppositionsführer (Ceannaire an Fhreasúra) wurde Thomas F. O’Higgins senior von der Fine Gael.
De jure wurde der 11. Dáil nicht aufgelöst, um einem Vakuum während der Notstandszeit vorzubeugen. De facto wurde durch das Zusammentreten des 12. Dáils der 11. Dáil beendet.
Es folgten die Neuwahlen am 30. Mai 1944.
| Partei | Partei                | Vorsitzende/r im Dáil      | Juni 1943: gewählte Teachtaí Dála | Mai 1944: Teachtaí Dála | Veränderung |
| ------ | --------------------- | -------------------------- | --------------------------------- | ----------------------- | ----------- |
|        | Fianna Fáil           | Éamon de Valera            | 67                                | 65                      | −2          |
|        | Fine Gael             | Thomas F. O’Higgins senior | 32                                | 32                      | −           |
|        | Labour Party          | William Norton             | 17                                | 12                      | −5          |
|        | Clann na Talmhan      | Joseph Blowick             | 14                                | 13                      | −1          |
|        | National Labour Party | James Everett              | −                                 | 5                       | +5          |
|        | Unabhängige           |                            | 8                                 | 9                       | +1          |
|        | Ceann Comhairle       |                            | −                                 | 1                       | +1          |
|        | Vakant                |                            | −                                 | 1                       | +1          |
| Gesamt | Gesamt                | 138                        | 138                               | 138                     | –           |

## Teachtaí Dála
| Wahlkreis         | Name                       | Partei (Teilgruppe) | Partei (Teilgruppe) | Partei (Teilgruppe) | Partei (Teilgruppe)         | Im Amt seit        |
| Wahlkreis         | Name                       | Zu Beginn des Dáil  | Zu Beginn des Dáil  | Zum Ende des Dáil   | Zum Ende des Dáil           | Im Amt seit        |
| ----------------- | -------------------------- | ------------------- | ------------------- | ------------------- | --------------------------- | ------------------ |
| Athlone–Longford  | Seán Mac Eoin              |                     | Fine Gael           | Fine Gael           | Fine Gael                   | 16. August 1921    |
| Athlone–Longford  | Erskine Hamilton Childers  |                     | Fianna Fáil         | Fianna Fáil         | Fianna Fáil                 | 30. Juni 1938      |
| Athlone–Longford  | Thomas Carter              |                     | Fianna Fáil         | Fianna Fáil         | Fianna Fáil                 | 1. Juli 1943       |
| Carlow–Kildare    | Francis Humphreys          |                     | Fianna Fáil         | Fianna Fáil         | Fianna Fáil                 | 21. Juli 1937      |
| Carlow–Kildare    | Thomas Harris              |                     | Fianna Fáil         | Fianna Fáil         | Fianna Fáil                 | 29. Juni 1931      |
| Carlow–Kildare    | William Norton             |                     | Labour              | Labour              | Labour                      | 9. März 1932       |
| Carlow–Kildare    | James Hughes               |                     | Fine Gael           | Fine Gael           | Fine Gael                   | 30. Februar 1938   |
| Cavan             | Patrick Smith              |                     | Fianna Fáil         | Fianna Fáil         | Fianna Fáil                 | 19. September 1923 |
| Cavan             | Patrick O’Reilly           |                     | Clann na Talmhan    | Clann na Talmhan    | Clann na Talmhan            | 1. Juli 1943       |
| Cavan             | Michael Sheridan           |                     | Fianna Fáil         | Fianna Fáil         | Fianna Fáil                 | 9. März 1932       |
| Cavan             | John James Cole            |                     | Independent         | Independent         | Independent                 | 21. Juli 1937      |
| Clare             | Seán O’Grady               |                     | Fianna Fáil         | Fianna Fáil         | Fianna Fáil                 | 9. März 1932       |
| Clare             | Éamon de Valera            |                     | Fianna Fáil         | Fianna Fáil         | Fianna Fáil                 | 21. Januar 1919    |
| Clare             | Patrick Hogan              |                     | Labour              | Labour              | Labour                      | 1. Juli 1943       |
| Clare             | Patrick Burke              |                     | Fine Gael           | Fine Gael           | Fine Gael                   | 9. März 1932       |
| Clare             | Thomas Burke               |                     | Independent         | Independent         | Independent                 | 21. Juli 1937      |
| Cork Borough      | William Thomas Cosgrave    |                     | Fine Gael           | Fine Gael           | Fine Gael                   | 21. Januar 1919    |
| Cork Borough      | Richard Anthony            |                     | Independent         | Independent         | Independent                 | 1. Juli 1943       |
| Cork Borough      | Frank Daly                 |                     | Fianna Fáil         | Fianna Fáil         | Fianna Fáil                 | 1. Juli 1943       |
| Cork Borough      | Séamus Fitzgerald          |                     | Fianna Fáil         | Fianna Fáil         | Fianna Fáil                 | 1. Juli 1943       |
| Cork North        | Patrick Halliden           |                     | Clann na Talmhan    | Clann na Talmhan    | Clann na Talmhan            | 1. Juli 1943       |
| Cork North        | Timothy Linehan            |                     | Fine Gael           | Fine Gael           | Fine Gael                   | 21. Juli 1937      |
| Cork North        | Seán Moylan                |                     | Fianna Fáil         | Fianna Fáil         | Fianna Fáil                 | 9. März 1932       |
| Cork North        | Leo Skinner                |                     | Fianna Fáil         | Fianna Fáil         | Fianna Fáil                 | 1. Juli 1943       |
| Cork South-East   | Thomas Looney              |                     | Labour              |                     | National Labour Party       | 1. Juli 1943       |
| Cork South-East   | Martin Corry               |                     | Fianna Fáil         | Fianna Fáil         | Fianna Fáil                 | 23. Juni 1927      |
| Cork South-East   | William Broderick          |                     | Fine Gael           | Fine Gael           | Fine Gael                   | 30. Juni 1938      |
| Cork West         | Timothy J. Murphy          |                     | Labour              | Labour              | Labour                      | 19. September 1923 |
| Cork West         | Seán Buckley               |                     | Fianna Fáil         | Fianna Fáil         | Fianna Fáil                 | 30. Juni 1938      |
| Cork West         | Timothy O’Sullivan         |                     | Fianna Fáil         | Fianna Fáil         | Fianna Fáil                 | 21. Juli 1937      |
| Cork West         | Timothy J. O’Donovan       |                     | Fine Gael           | Fine Gael           | Fine Gael                   | 19. September 1923 |
| Cork West         | Patrick O’Driscoll         |                     | Clann na Talmhan    | Clann na Talmhan    | Clann na Talmhan            | 1. Juli 1943       |
| Donegal East      | Neal Blaney                |                     | Fianna Fáil         | Fianna Fáil         | Fianna Fáil                 | 1. Juli 1943       |
| Donegal East      | John Friel                 |                     | Fianna Fáil         | Fianna Fáil         | Fianna Fáil                 | 21. Juli 1937      |
| Donegal East      | Daniel McMenamin           |                     | Fine Gael           | Fine Gael           | Fine Gael                   | 9. März 1932       |
| Donegal East      | William Sheldon            |                     | Clann na Talmhan    |                     | Independent                 | 1. Juli 1943       |
| Donegal West      | Brian Brady                |                     | Fianna Fáil         | Fianna Fáil         | Fianna Fáil                 | 9. März 1932       |
| Donegal West      | Cormac Breslin             |                     | Fianna Fáil         | Fianna Fáil         | Fianna Fáil                 | 21. Juli 1937      |
| Donegal West      | Michael Óg McFadden        |                     | Fine Gael           | Fine Gael           | Fine Gael                   | 8. Februar 1933    |
| Dublin County     | Seán Brady                 |                     | Fianna Fáil         | Fianna Fáil         | Fianna Fáil                 | 11. Oktober 1927   |
| Dublin County     | Liam Cosgrave              |                     | Fine Gael           | Fine Gael           | Fine Gael                   | 1. Juli 1943       |
| Dublin County     | Henry Morgan Dockrell      |                     | Fine Gael           | Fine Gael           | Fine Gael                   | 9. März 1932       |
| Dublin County     | Patrick Fogarty            |                     | Fianna Fáil         | Fianna Fáil         | Fianna Fáil                 | 21. Juli 1937      |
| Dublin County     | James Tunney               |                     | Labour              | Labour              | Labour                      | 1. Juli 1943       |
| Dublin North-East | Oscar Traynor              |                     | Fianna Fáil         | Fianna Fáil         | Fianna Fáil                 | 9. März 1932       |
| Dublin North-East | James Larkin               |                     | Labour              | Labour              | Labour                      | 1. Juli 1943       |
| Dublin North-East | Alfie Byrne                |                     | Independent         | Independent         | Independent                 | 9. März 1932       |
| Dublin North-West | Cormac Breathnach          |                     | Fianna Fáil         | Fianna Fáil         | Fianna Fáil                 | 9. März 1932       |
| Dublin North-West | Patrick McGilligan         |                     | Fine Gael           | Fine Gael           | Fine Gael                   | 3. November 1923   |
| Dublin North-West | Alfred P. Byrne            |                     | Independent         | Independent         | Independent                 | 21. Juli 1937      |
| Dublin North-West | Seán T. O’Kelly            |                     | Fianna Fáil         | Fianna Fáil         | Fianna Fáil                 | 21. Januar 1919    |
| Dublin North-West | Martin O’Sullivan          |                     | Labour              | Labour              | Labour                      | 21. Juli 1943      |
| Dublin South      | Maurice E. Dockrell        |                     | Fine Gael           | Fine Gael           | Fine Gael                   | 1. Juli 1943       |
| Dublin South      | Robert Briscoe             |                     | Fianna Fáil         | Fianna Fáil         | Fianna Fáil                 | 11. Oktober 1927   |
| Dublin South      | Peadar S. Doyle            |                     | Fine Gael           | Fine Gael           | Fine Gael                   | 19. September 1923 |
| Dublin South      | James Lynch                |                     | Fianna Fáil         | Fianna Fáil         | Fianna Fáil                 | 30. Juni 1938      |
| Dublin South      | James Larkin junior        |                     | Labour              | Labour              | Labour                      | 1. Juli 1943       |
| Dublin South      | John McCann                |                     | Fianna Fáil         | Fianna Fáil         | Fianna Fáil                 | 6. Juni 1939       |
| Dublin South      | Seán Lemass                |                     | Fianna Fáil         | Fianna Fáil         | Fianna Fáil                 | 18. November 1924  |
| Dublin Townships  | Seán MacEntee              |                     | Fianna Fáil         | Fianna Fáil         | Fianna Fáil                 | 21. Januar 1919    |
| Dublin Townships  | Ernest Benson              |                     | Fine Gael           | Fine Gael           | Fine Gael                   | 21. Juli 1937      |
| Dublin Townships  | Bernard Butler             |                     | Fianna Fáil         | Fianna Fáil         | Fianna Fáil                 | 1. Juli 1943       |
| Galway East       | Patrick Beegan             |                     | Fianna Fáil         | Fianna Fáil         | Fianna Fáil                 | 9. März 1932       |
| Galway East       | Michael Donnellan          |                     | Clann na Talmhan    | Clann na Talmhan    | Clann na Talmhan            | 1. Juli 1943       |
| Galway East       | Mark Killilea senior       |                     | Fianna Fáil         | Fianna Fáil         | Fianna Fáil                 | 8. Februar 1933    |
| Galway East       | Frank Fahy                 |                     | Fianna Fáil         |                     | Ceann Comhairle             | 21. Januar 1919    |
| Galway West       | Joseph Mongan              |                     | Fine Gael           | Fine Gael           | Fine Gael                   | 21. Juli 1937      |
| Galway West       | Gerald Bartley             |                     | Fianna Fáil         | Fianna Fáil         | Fianna Fáil                 | 9. März 1932       |
| Galway West       | Eamon Corbett              |                     | Fianna Fáil         | Fianna Fáil         | Fianna Fáil                 | 1. Juli 1943       |
| Kerry North       | Patrick Finucane           |                     | Independent         | Independent         | Independent                 | 1. Juli 1943       |
| Kerry North       | Thomas McEllistrim senior  |                     | Fianna Fáil         | Fianna Fáil         | Fianna Fáil                 | 19. September 1923 |
| Kerry North       | Eamon Kissane              |                     | Fianna Fáil         | Fianna Fáil         | Fianna Fáil                 | 9. März 1932       |
| Kerry North       | Dan Spring                 |                     | Labour              |                     | National Labour Party       | 1. Juli 1943       |
| Kerry South       | John Healy                 |                     | Fianna Fáil         | Fianna Fáil         | Fianna Fáil                 | 1. Juli 1943       |
| Kerry South       | Fionán Lynch               |                     | Fine Gael           | Fine Gael           | Fine Gael                   | 21. Januar 1919    |
| Kerry South       | Frederick Crowley          |                     | Fianna Fáil         | Fianna Fáil         | Fianna Fáil                 | 11. Oktober 1927   |
| Kilkenny          | James Pattison             |                     | Labour              |                     | National Labour Party       | 8. Februar 1933    |
| Kilkenny          | Thomas Derrig              |                     | Fianna Fáil         | Fianna Fáil         | Fianna Fáil                 | 23. Juni 1927      |
| Kilkenny          | Philip Mahony              |                     | Clann na Talmhan    | Clann na Talmhan    | Clann na Talmhan            | 1. Juli 1943       |
| Leitrim           | Stephen Flynn              |                     | Fianna Fáil         | Fianna Fáil         | Fianna Fáil                 | 9. März 1932       |
| Leitrim           | Bernard Maguire            |                     | Independent         | Independent         | Independent                 | 11. Oktober 1927   |
| Leitrim           | Mary Reynolds              |                     | Fine Gael           | Fine Gael           | Fine Gael                   | 21. Juli 1937      |
| Leix–Offaly       | Thomas F. O’Higgins senior |                     | Fine Gael           | Fine Gael           | Fine Gael                   | 21. Juli 1937      |
| Leix–Offaly       | William Davin              |                     | Labour              | Labour              | Labour                      | 6. Dezember 1922   |
| Leix–Offaly       | Oliver J. Flanagan         |                     | Fine Gael           | Fine Gael           | Fine Gael                   | 1. Juli 1943       |
| Leix–Offaly       | Patrick Boland             |                     | Fianna Fáil         | Fianna Fáil         | Fianna Fáil                 | 23. Juni 1927      |
| Leix–Offaly       | Patrick Gorry              |                     | Fianna Fáil         | Fianna Fáil         | Fianna Fáil                 | 21. Juli 1937      |
| Limerick          | Michael Keyes              |                     | Labour              | Labour              | Labour                      | 8. Februar 1933    |
| Limerick          | Tadhg Crowley              |                     | Fianna Fáil         | Fianna Fáil         | Fianna Fáil                 | 30. Juni 1938      |
| Limerick          | Robert Ryan                |                     | Fianna Fáil         | Fianna Fáil         | Fianna Fáil                 | 9. März 1932       |
| Limerick          | James Reidy                |                     | Fine Gael           | Fine Gael           | Fine Gael                   | 30. Juni 1938      |
| Limerick          | George Bennett             |                     | Fine Gael           | Fine Gael           | Fine Gael                   | 23. Juni 1927      |
| Limerick          | Daniel Bourke              |                     | Fianna Fáil         | Fianna Fáil         | Fianna Fáil                 | 11. Oktober 1927   |
| Limerick          | Donnchadh Ó Briain         |                     | Fianna Fáil         | Fianna Fáil         | Fianna Fáil                 | 8. Februar 1933    |
| Louth             | Frank Aiken                |                     | Fianna Fáil         | Fianna Fáil         | Fianna Fáil                 | 19. September 1923 |
| Louth             | James Coburn               |                     | Fine Gael           | Fine Gael           | Fine Gael                   | 23. Juni 1927      |
| Louth             | Roddy Connolly             |                     | Labour              | Labour              | Labour                      | 1. Juli 1943       |
| Mayo North        | Patrick Browne             |                     | Fine Gael           | Fine Gael           | Fine Gael                   | 21. Juli 1937      |
| Mayo North        | James Kilroy               |                     | Fianna Fáil         | Fianna Fáil         | Fianna Fáil                 | 1. Juli 1943       |
| Mayo North        | Patrick Joseph Ruttledge   |                     | Fianna Fáil         | Fianna Fáil         | Fianna Fáil                 | 16. August 1921    |
| Mayo South        | James FitzGerald-Kenney    |                     | Fine Gael           | Fine Gael           | Fine Gael                   | 23. Juni 1927      |
| Mayo South        | Joseph Blowick             |                     | Clann na Talmhan    | Clann na Talmhan    | Clann na Talmhan            | 1. Juli 1943       |
| Mayo South        | Mícheál Ó Móráin           |                     | Fianna Fáil         | Fianna Fáil         | Fianna Fáil                 | 30. Juni 1938      |
| Mayo South        | Dominick Cafferky          |                     | Clann na Talmhan    | Clann na Talmhan    | Clann na Talmhan            | 1. Juli 1943       |
| Mayo South        | Micheál Clery              |                     | Fianna Fáil         | Fianna Fáil         | Fianna Fáil                 | 21. Juli 1937      |
| Meath–Westmeath   | Patrick Giles              |                     | Fine Gael           | Fine Gael           | Fine Gael                   | 21. Juli 1937      |
| Meath–Westmeath   | Michael Kennedy            |                     | Fianna Fáil         | Fianna Fáil         | Fianna Fáil                 | 23. Juni 1927      |
| Meath–Westmeath   | Charles Fagan              |                     | Fine Gael           | Fine Gael           | Fine Gael                   | 8. Februar 1933    |
| Meath–Westmeath   | Michael Hilliard           |                     | Fianna Fáil         | Fianna Fáil         | Fianna Fáil                 | 1. Juli 1943       |
| Meath–Westmeath   | Matthew O’Reilly           |                     | Fianna Fáil         | Fianna Fáil         | Fianna Fáil                 | 23. Juni 1927      |
| Monaghan          | James Dillon               |                     | Independent         | Independent         | Independent                 | 9. März 1932       |
| Monaghan          | Conn Francis Ward          |                     | Fianna Fáil         | Fianna Fáil         | Fianna Fáil                 | 11. Oktober 1927   |
| Monaghan          | Bridget Rice               |                     | Fianna Fáil         | Fianna Fáil         | Fianna Fáil                 | 30. Juni 1938      |
| Roscommon         | John Meighan               |                     | Clann na Talmhan    | Clann na Talmhan    | Clann na Talmhan            | 1. Juli 1943       |
| Roscommon         | Gerald Boland              |                     | Fianna Fáil         | Fianna Fáil         | Fianna Fáil                 | 19. September 1923 |
| Roscommon         | John Beirne                |                     | Clann na Talmhan    | Clann na Talmhan    | Clann na Talmhan            | 1. Juli 1943       |
| Sligo             | Martin Brennan             |                     | Fianna Fáil         | Fianna Fáil         | Fianna Fáil                 | 30. Juni 1938      |
| Sligo             | Martin Roddy               |                     | Fine Gael           | Fine Gael           | Fine Gael                   | 11. März 1925      |
| Sligo             | Patrick Rodgers            |                     | Fine Gael           | Fine Gael           | Fine Gael                   | 8. Januar 1933     |
| Tipperary         | Dan Breen                  |                     | Fianna Fáil         | Fianna Fáil         | Fianna Fáil                 | 9. März 1932       |
| Tipperary         | William O’Donnell          |                     | Clann na Talmhan    | Clann na Talmhan    | Clann na Talmhan            | 1. Juli 1943       |
| Tipperary         | Andrew Fogarty             |                     | Fianna Fáil         | Fianna Fáil         | Fianna Fáil                 | 23. Juni 1927      |
| Tipperary         | Daniel Morrissey           |                     | Fine Gael           | Fine Gael           | Fine Gael                   | 6. Dezember 1922   |
| Tipperary         | Jeremiah Ryan              |                     | Fine Gael           | Fine Gael           | Fine Gael                   | 21. Juli 1937      |
| Tipperary         | Martin Ryan                |                     | Fianna Fáil         |                     | verstorben am 22. Juli 1943 | 8. Februar 1933    |
| Tipperary         | Richard Stapleton          |                     | Labour              | Labour              | Labour                      | 1. Juli 1943       |
| Waterford         | Denis Heskin               |                     | Clann na Talmhan    | Clann na Talmhan    | Clann na Talmhan            | 1. Juli 1943       |
| Waterford         | Bridget Redmond            |                     | Fine Gael           | Fine Gael           | Fine Gael                   | 8. Februar 1933    |
| Waterford         | Patrick Little             |                     | Fianna Fáil         | Fianna Fáil         | Fianna Fáil                 | 23. Juni 1927      |
| Waterford         | Michael Morrissey          |                     | Fianna Fáil         | Fianna Fáil         | Fianna Fáil                 | 21. Juli 1937      |
| Wexford           | Denis Allen                |                     | Fianna Fáil         | Fianna Fáil         | Fianna Fáil                 | 17. August 1936    |
| Wexford           | John O’Leary               |                     | Labour              |                     | National Labour Party       | 1. Juli 1943       |
| Wexford           | Richard Corish             |                     | Labour              | Labour              | Labour                      | 16. August 1921    |
| Wexford           | John Esmonde               |                     | Fine Gael           | Fine Gael           | Fine Gael                   | 21. Juli 1937      |
| Wexford           | James Ryan                 |                     | Fianna Fáil         | Fianna Fáil         | Fianna Fáil                 | 21. Januar 1919    |
| Wicklow           | Christopher Byrne          |                     | Fianna Fáil         | Fianna Fáil         | Fianna Fáil                 | 1. Juli 1943       |
| Wicklow           | Patrick Cogan              |                     | Independent         | Independent         | Independent                 | 21. Juli 1937      |
| Wicklow           | James Everett              |                     | Labour              |                     | National Labour Party       | 9. September 1922  |

1. Dáil (1919–1921) |
2. Dáil (1921–1922) |
3. Dáil (1922–1923) |
4. Dáil (1923–1927) |
5. Dáil (1927) |
6. Dáil (1927–1932) |
7. Dáil (1932–1933) |
8. Dáil (1933–1937) |
9. Dáil (1937–1938) |
10. Dáil (1938–1943) |
11. Dáil (1943–1944) |
12. Dáil (1944–1948) |
13. Dáil (1948–1951) |
14. Dáil (1951–1954) |
15. Dáil (1954–1957) |
16. Dáil (1957–1961) |
17. Dáil (1961–1965) |
18. Dáil (1965–1969) |
19. Dáil (1969–1973) |
20. Dáil (1973–1977) |
21. Dáil (1977–1981) |
22. Dáil (1981–1982) |
23. Dáil (1982) |
24. Dáil (1982–1987) |
25. Dáil (1987–1989) |
26. Dáil (1989–1992) |
27. Dáil (1992–1997) |
28. Dáil (1997–2002) |
29. Dáil (2002–2007) |
30. Dáil (2007–2011) |
31. Dáil (2011–2016) |
32. Dáil (2016–2020) |
33. Dáil (2020–2024) |
34. Dáil (seit 2024)